# Mats Lilienberg
Mats Lilienberg (* 22. Dezember 1969 in Vollsjö) ist ein ehemaliger schwedischer Fußballspieler.

## Laufbahn
Lilienberg debütierte 1990 für Trelleborgs FF. 1993 wurde er Torschützenkönig der Allsvenskan. Im Winter wechselte er zum TSV 1860 München in die 2. Bundesliga. In 13 Spielen gelangen ihm drei Tore. In der folgenden Saison kam er zu sechs Bundesliga-Einsätzen. Beim 1:1-Unentschieden gegen Bayer Uerdingen erzielte er sein einziges Erstligator in Deutschland. 
Im Winter kehrte er nach Schweden zurück und spielte anderthalb Jahre für den IFK Göteborg. Mit dem Verein wurde er zweimal Meister. In der Champions League Spielzeit 94/95 spielte er für den Klub im Viertelfinale gegen den FC Bayern München. Nach dem 0:0-Unentschieden in München schied der Klub trotz eines Tores von Lilienberg nach 2:0-Führung beim 2:2 im Rückspiel wegen der Auswärtstorregel aus.
Zur Spielzeit 1997 wechselte er zu Halmstads BK. Er wurde mit 14 Toren zum zweiten Mal in seiner Laufbahn Torschützenkönig in Schweden und holte mit dem Klub den Meistertitel. Beim Abschiedsspiel von Freddie Ljungberg, der zum FC Arsenal wechselte,  stahl er diesem die Show, als ihm vier Tore gelangen. 1999 wechselte er zum Ligarivalen Malmö FF. Mit dem Klub stieg er in die Superettan ab, blieb ihm aber in der zweiten Liga, wo er mit Zlatan Ibrahimović das Sturmduo bildete,  treu. Nach dem direkten Wiederaufstieg blieb er bis 2002 bei MFF. Anschließend kehrte er zu seiner ersten Profistation TFF zurück. Beim Zweitligisten beendete er 2004 seine aktive Laufbahn.
Für die schwedische Fußballnationalmannschaft hat er 6 Länderspiele bestritten und dabei ein Tor erzielt.

## Erfolge
- Schwedischer Meister: 1995, 1996, 1997
- Torschützenkönig Allsvenskan: 1993, 1997

| Personendaten    | Personendaten               |
| ---------------- | --------------------------- |
| NAME             | Lilienberg, Mats            |
| KURZBESCHREIBUNG | schwedischer Fußballspieler |
| GEBURTSDATUM     | 22. Dezember 1969           |
| GEBURTSORT       | Vollsjö, Schweden           |